# آري فان لينت
آري فان لينت (31 أغسطس 1970 بنيدر- بيتواه في هولندا - ) هو لاعب كرة قدم ألماني وهولندي في مركز الهجوم. لعب مع آينتراخت فرانكفورت وبوروسيا مونشنغلادباخ وروت فايس إيسن وغرويتر فورت وفيردر بريمن وفيردر بريمن 2 ‏ وVfB Oldenburg ‏.

## روابط خارجية
- آري فان لينت على موقع قاعدة بيانات كرة القدم.إي يو (الإنجليزية)
- آري فان لينت على موقع بيانات كرة القدم. دي إي (الألمانية)
- آري فان لينت على موقع عالم كرة القدم.نت (الإنجليزية)